# Brachydiplax sobrina
Brachydiplax sobrina е вид водно конче от семейство Libellulidae. Видът не е застрашен от изчезване.

## Разпространение
Разпространен е в Бангладеш, Индия, Мианмар, Непал, Тайланд и Шри Ланка.